# Utique (délégation)
Utique est une délégation tunisienne dépendant du gouvernorat de Bizerte.
En 2004, elle compte 18 266 habitants dont 9 349 hommes et 8 917 femmes répartis dans 3 738 ménages et 3 722 logements.